# 松谷蹄盖蕨
松谷蹄盖蕨（学名：Athyrium vidalii var. amabile）为蹄盖蕨科蹄盖蕨属下的一个变种。

## 扩展阅读
- 維基物種上的相關：松谷蹄盖蕨